# Out of Focus
Out of Focus – niemiecki zespół muzyczny założony pod koniec 1968 roku w Monachium w składzie: Remigius Drechsler (gitara), Hennes Hering (instrumenty klawiszowe), Hans-Georg „Moran” Neumüller (flet, śpiew), Klaus Spöri (perkusja) i Stefan Wiheu (gitara basowa). Działał do 1979 roku. wykonywał muzykę będącą połączeniem takich gatunków jak: jazz, folk, blues, rock psychodeliczny i progresywny.

## Historia
Out of Focus rozpoczął działalność w Monachium pod koniec 1968 roku w składzie: Remigius Drechsler (gitara), Hennes Hering (instrumenty klawiszowe), Hans-Georg „Moran” Neumüller (flet, śpiew), Klaus Spöri (perkusja) i Stefan Wiheu (gitara basowa). Za nazwę zespołu posłużył tytuł piosenki ze strony B singla zespołu Blue Cheer, „Summertime Blues” z 1968 roku. Out of Focus łączył w swojej twórczości takie gatunki jak: jazz, folk, blues, rock psychodeliczny i progresywny. Teksty Neumüllera poruszały tematykę polityczną i społeczną. Zespół od 1969 roku intensywnie koncertował w całych Niemczech otwierając występy takich zespołów jak, między innymi: Amon Düül II, Nektar, Kraan, Kraftwerk i Embryo. W połowie 1970 roku podpisał kontrakt z wytwórnią Kuckuck. Między październikiem a grudniem nagrał materiał na debiutancki album, Wake Up, który ukazał się pod koniec roku. Na albumie, zakorzenionym w ciężkim rocku, bluesie, folku i jazzie znalazło się sześć dynamicznych, utworów z ironicznymi, humorystycznymi tekstami Neumüllera (jak „God Save The Queen”, „Cried Jesus”), ciężkimi riffami („See How A White Negro Flies”), realizowanymi przez gitarę, organy i flet.
Drugi album, zatytułowany nazwą zespołu, zawierał mniej rockowych riffów, a więcej elementów jazzowych, improwizowanych i eksperymentalnych.
W 1972 roku zespół wydał pod szyldem Kuckuck swój trzeci album, podwójny Four Letters Monday Afternoon. Całą jego drugą płytę wypełnił 48-minutowy utwór „Huchen 55”. Muzycznie album wykazywał pewne wpływy psychodeliczne, ale muzycy wykorzystali przede wszystkim elementy jazzowe i progresywne, osadzone w stylistyce jam session, której przykładem były długie solówki gitarowe, organowe, fletowe i saksofonowe. Album został zrealizowany w 11-osobowym składzie z dodatkowymi muzykami: Dechantem, Schmid-Neuhausem, Polivką, Breuerem, Thatcherem i Langhansem. Po wydaniu tej płyty wytwórnia Kuckuck, na skutek nieporozumień programowych, zerwała współpracę z zespołem. 
Na początku 1973 roku członkowie zespołu wraz ze swoimi żonami przeprowadzili się z Monachium na wieś. W tym czasie z zespołu odszedł Hering, a doszli Schmid-Neuhaus i Gohringer. Między marcem a majem 1974 roku muzycy rozpoczęli wstępne prace nad czwartym albumem, wydanym później jako Not Too Late. W 1975 roku rozpoczęły się w zespole roszady personalne. Gdy w 1979 roku Drechsler odszedł do zespołu Embryo, Out of Focus rozpadł się.

## Dyskografia
Lista na podstawie strony zespołu na Discogs:
- Wake Up! (1971)
- Out of Focus (1971)
- Four Letters Monday Afternoon (1972)
- Not Too Late[a] (1999)
- Rat Roads[b] (2002)
- Out Of Focus – Palermo 1972[c] (2007)